# Vũng Tàu-Côn Đảo
Vũng Tàu-Côn Đảo is een voormalige provincie in Vietnam. De provincie is in 1979 ontstaan, na de samenvoeging van de stadsprovincie Vũng Tàu en het district Côn Đảo. Deze eilandengroep was een district van Hậu Giang, maar doordat deze provincie werd gesplitst, kwam Côn Đảo in een nieuwe provincie samen met Vũng Tàu.
In 1991 is de provincie Vũng Tàu-Côn Đảo opgegaan in de provincie Bà Rịa-Vũng Tàu.